# Bergön (Piteå)
Bergön is een Zweeds eiland behorend tot de Pite-archipel. Het eiland ligt voor de kust van Jävrebodarna. Het eiland heeft drie heuvels van meer dan 10 meter hoog en heeft zo haar naam gekregen. Aan de noordkust en in het zuidoosten staan enkele zomerhuisjes.